# Pont Philippe-Yacé
Pour les articles homonymes, voir Yacé.
Le pont Philippe-Yacé , originellement dénommé Pont de Jacqueville, est un pont routier inauguré le 21 mars 2015. Il relie la rive de Songon au nord à celle de N'dyéni au sud, enjambant la lagune Ébrié en Côte d'Ivoire. Il permet de désenclaver la ville de Jacqueville et le département éponyme, séparés d'Abidjan par le canal de Vridi percé en 1950 et isolés par la lagune. 

## Historique
Avant la construction du pont, la localité balnéaire n'était desservie que par deux bacs insalubres et régulièrement défaillants. Le pont est une requête des populations locales depuis les années 1950. Il est conçu vers la fin des années 1990 sous la présidence d'Henri Konan Bédié, tandis que la première pierre est posée et le début des travaux en 2007 sous la présidence de Laurent Gbagbo. Il aura cependant fallu attendre 2012 pour que la construction soit finalement entamée.
L'ouvrage a été baptisé du nom de Philippe Yacé, haut fonctionnaire ivoirien proche de Félix Houphouët-Boigny, président de l'Assemblée Nationale de 1959 à 1980 puis député de Jacqueville jusqu'en 1995,.
Le pont Philippe Yacé est inauguré le 21 mars 2015 par Alassane Ouattara.